# Худояр-хан
Худояр-хан (чагат. خدايارخان‎; 1835—1886) — одиннадцатый правитель Кокандского ханства (1865—1875). Происходил из узбекской династии минг.

## Правление
Правление Худояр-хана характеризуется смутами, конфликтами с Бухарским эмиратом и капитуляцией перед Россией в ходе русско-кокандской войны. В начале его правления сильное влияние приобрели кипчаки во главе с Мусульманкулом. Знать, постепенно объединявшаяся вокруг Худайар-хана (1844—1858, 1862—1863, 1865—1875), пыталась любой ценой удержать свои позиции. В определённой мере их поддерживали испытавшие тяжесть гнета кочевников народные массы.
Насилия и бесчинства кочевников стали обычным явлением. Переселение массы кипчаков в Коканд сопровождалось изгнанием домовладельцев из своих домов. Арыки объявлялись собственностью отдельных кипчаков, которые взимали за пользование ими плату. Время господства кипчаков усугублялось тем, что кочевники относились к массе оседлого населения как к чему-то низшему и неполноценному. Тяготясь опекой Мусульманкула, Худояр-хан стал опорой анти-кипчакской партии, сверг Мусулманкула и казнил его в 1852 году. Это событие закончилось повальным истреблением ферганских кипчаков. Их было убито около 20.000 вместе с Мусульманкулом. С этого периода началось самостоятельное правление Худаяр-хана (1853—1858).
Худаяр-хан вел борьбу за власть со своим братом Малла-беком. Он был приверженцем шейха Вали-хана тура Маргинани, который однажды предложил ему взять на охоту и брата Малла-бека. Хан ответил известной узбекской пословицей: «икки кучкорни боши бир козонда кайнамайди», что в переводе означало: в одном котле две бараньи головы не сваришь.

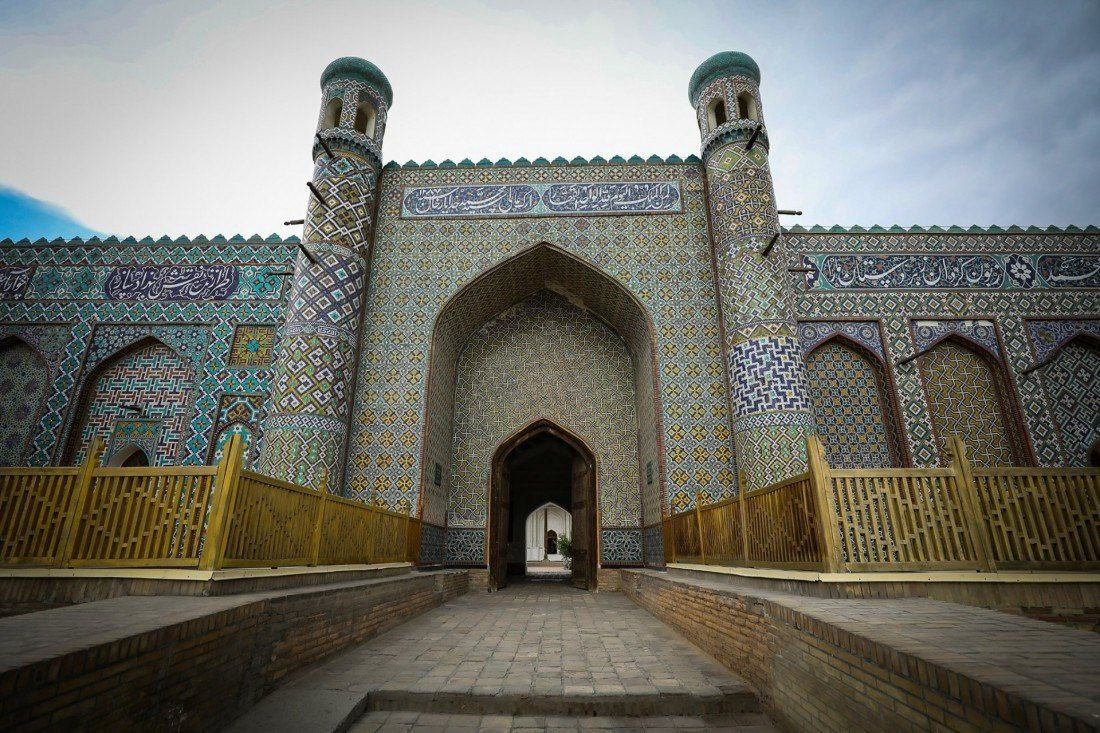
Вид на дворец Худояр-хана

Худояр-хан в 1871—1873 годах выпускал монеты с надписями «Хуканд-и-Латиф» (чагат. خوقند لطيف‎ — «Приятный Коканд») и именем покойного Малла-хана (правил в 1858—1862 годах).
Окончательно свергнут в результате Кокандского восстания 1873—1876 годов. Худояр-хан обратился за помощью к туркестанскому генерал-губернатору К. П. Кауфману и летом 1875 бежал в Ташкент под защиту русских войск.
В 1875 году Худояр-хан был сослан в Оренбург, в котором прожил 2 года. Тоскуя по родине, в 1877 бежал в Герат. Сочувствующие ему кокандские коммерсанты дали ему денег на путешествие в Пешавар, Бомбей и откуда в Мекку. Затем он скитался по аравийским провинциям, пока в начале 1880-х не осел в селе Карух, восточнее Герата.
Скончался в 1886 году в селе Карух, восточнее Герата, в полной нищете. Там же находится его могила.
В Коканде как напоминание о Худояр-хане остался его дворец, построенный в 1871 году.